# Inconquistable (álbum)
Inconquistable es el décimo segundo álbum de la agrupación venezolana Dimensión Latina. Fue editado en 1978 por la disquera Color (subsidiaria de Top Hits) en formato larga duración de vinilo a 33⅓ RPM.

## Canciones
Lado A
1. Las perlas de tu boca (Eliseo Grenet) Canta: Andy Montañez
2. Olvídame (Roberto Cole) Canta: Rodrigo Mendoza
3. Se va el caramelero (Arsenio Rodríguez) Canta: Andy Montañez
4. La cumbiamba (César Monge) Canta: Rodrigo Mendoza

Lado B
1. Por el camino (Jorge Reina) Canta: Andy Montañez
2. Mapeye n.º 2 (José A. Rojas) Canta: Rodrigo Mendoza
3. Hay que gozar (César Monge) Canta: Andy Montañez
4. Cuando vuelvas a quererme (Julio Gutiérrez) Canta: Rodrigo Mendoza

## Créditos (alfabético)

### Músicos
- Gustavo Carmona: Arpa
- José Rodríguez: Cuatro
- Luis Machado: Maracas
- César Monge: Bajo
- Coros: Andy Montañez, Rodrigo Mendoza, Carlos Guerra, José Rojas, César Monge

### Producción
- Arreglos: César Monge
- Arte e ilustración de portada: Drago Fernández
- Foto: Carl N
- Grabado en Estudio Fidelis (Caracas)
- Producción: Discos TH Venezuela
- Técnico de sonido: Antonio González

- Datos: Q5915019